# Омер паша Латас
Омер паша Латас (на турски: Ömer Lütfi Paşa), родом Михайло Латас (на сръбски: Михаило Латас), е османски военачалник и управник с ключова роля за укрепването на централната власт и налагането на Танзимата в балканските и близкоизточните провинции на Османската империя през 40-те и 50-те години на XIX век. Командващ по време на Кримската война. Прототип на героя от едноименния роман на нобелиста Иво Андрич.

## Произход и ранни години
Михайло Латас е родом от село Ясеница в областта Лика, която в началото на XIX век е част от така наречената „Военна Крайна“ – военизираната област в Австрия на границата с Османската империя. Роден в семейство на православни християни, в различни изследвания е определян като сърбин или хърватин.
Завършва основно училище в Госпич. Деветнадесетгодишен става кадет в базирания в района австрийски пехотен полк. Поради обвинения в кражба, през 1827 година бяга в османска Босна. Първоначално се установява в Баня Лука като счетоводител и наставник на децата на местен търговец. Тук Латас приема исляма и сменя християнското си име (Михайло) с Омер (Омар) Лютфи. Две години по-късно се премества във Видин, а оттам – в Истанбул. Започва кариерата си в османската армия като адютант на един от водещите реформатори, Хюсрев паша. Преподава чертаене в истанбулското военно училище. Сред учениците му е и престолонаследникът Абдул Меджид.
Веднага след възкачването си на престола (1839), султан Абдул Меджид издига Омер в ранг паша (съответстващо на генерал в западните армии). Следват назначения на висши командно-административни длъжности в размирните източни и западни покрайнини на империята. През 40-те години Омер паша воюва успешно в Сирия и Кюрдистан. Участва в потушаването на голямото албанско въстание, обхванало големи части от Македония и Косово. От 1845 е с чин „мушир“ (маршал). През 1848 – 1849 година командва османските войски в турско-руската окупация на Влахия и Молдова.

## Управление на Босна (1850 – 1853)
През пролетта на 1850 година Омер паша е изпратен в Босна и Херцеговина, за да подчини местната аристокрация, разбунтувала се срещу Танзимата. В кървава кампания, продължила от август същата до есента на следващата година, разгромява последователно бунтовниците в Посавина, Зворник, Тузла, Херцеговина, Яйце и Баня Лука. В резултат политическата сила на местните бегове е сломена, страната е напълно опустошена, убити са 6 хиляди души. Опитът за налагане на редовна данъчна и наборна система не сполучва.
Липсата на аграрна реформа води до поредица от въстания на християните в Херцеговина и Босненска Крайна. За да потуши херцеговинското въстание, в началото на 1853 година Омер паша организира поход срещу поддържащата бунтовниците Черна гора. Операцията е прекъсната след дипломатическа намеса на Австрия, която принуждава султана да отзове Омер паша.

## Командване през Кримската война
През юни 1853 година, когато Русия окупира едностранно Дунавските княжества, Омер паша оглавява османските въоръжени сили на подстъпите към Истанбул. В сраженията при Олтеница и Четати в края на 1853 и началото на 1854 и в отбраната на Силистра през май и юни 1854 подчинените му войски удържат линията на река Дунав. След оттеглянето на руснаците (вследствие от австрийски ултиматум) през лятото на същата година ги преследва до Букурещ.
В началото на 1855 Омер паша дебаркира с 35-хиляден корпус на полуостров Крим. Подкрепя френско-британската обсада на Севастопол, отразявайки руските атаки при Евпатория през февруари.
През септември същата година дебаркира с 45 хиляди войници край Сухуми в операция, целяща вдигане на руската обсада на главната османска крепост в Кавказ – Карс. Разбива руснаците в сражението при река Ингур през октомври и овладява Мингрелия, но напредването му към Тифлис е възпрепятствано от проблеми със снабдяването и липсата на подкрепа от въстаниците на Шамил. С това диверсията се проваля и през ноември Карс пада в руски ръце.

## Късна кариера
Непосредствено след края на Кримската война Омер паша е изпратен да стабилизира султанската власт в Месопотамия. Усмирява провинцията и подобрява управлението ѝ. През 1862 е отново в Босна. С отстъпки и с военна сила сломява поредното херцеговинско въстание и разгромява черногорците, принуждавайки ги да сключат траен мир със султана. През 1867 оглавява военните операции за потушаване на голямото Критско въстание, но без решителен успех. През 1868 – 1869 е военен министър.